# Blåbärholm, Nagu
Blåbärholm är en ö i Finland. Den ligger i Skärgårdshavet i kommundelen Nagu i Pargas stad i den ekonomiska regionen  Åboland i landskapet Egentliga Finland, i den sydvästra delen av landet. Ön ligger omkring 4 kilometer sydväst om Högsar, 10 kilometer sydväst om Nagu kyrka, 45 kilometer sydväst om Åbo och omkring 170 kilometer väster om Helsingfors. Närmaste allmänna förbindelse är förbindelsebryggan vid Hummelholm som trafikeras av M/S Cheri.
Öns area är 35,6 hektar och dess största längd är 0,9 kilometer i sydöst-nordvästlig riktning.